# اعتلال الكلية
اعتلال الكلية (بالإنجليزية: Nephropathy أو Kidney disease) هو ضرر أو مرض يصيب الكلية. يجب تمييز الكلاء (بالإنجليزية: Nephrosis) والذي هو اعتلال كلية غير التهابي عن التهاب الكلية (بالإنجليزية: Nephritis) والذي يتميز بوجود التهاب.

## الأسباب

### الكريين المناعي أ
المضاد المناعي من نوع الكريين المناعي أ من الممكن أن يتسبب اعتلال الكلية بالأيج أ، وهو أكثر أنواع التهاب كبيبات الكلى انتشارا في العالم.

### المسكنات
إن استخدام المسكنات مثل أسبرين وباراسيتامول ومضادات الالتهاب اللاستيرويدية لفترات طويلة قد يؤدي لاعتلال الكلية بالمسكنات.
ويعتقد أن استخدام فيناسيتين لفترات طويلة قد يتسبب بنخر الحليمات الكلوية.

### المواد الظليلة الميودنة
إن بعض المواد الظليلة أو العتيمة للأشعة التي تحتوي على اليود (مواد ظليلة ميودنة) من الممكن أن تتسبب باعتلال الكلية المحفز بالمواد الظليلة أو القصور الكلوي الحاد.

### نقص أوكسيداز الزانثين
إن نقص أوكسيداز الزانثين يمكن أن يؤدي إلى عوز أوكسيداز الزانثين (أو بيلة زانثينية). إن أوكسيداز الزانثين ضروري في عمليات تحطيم البورين الحيوية. أوكسيداز الزانثين يحول هيبوزانثين إلى زانثين ثم إلى حمض البول. إن نقص أوكسيداز الزانثين قد يؤدي لتراكم الزانثين غير الذائب في الماء مما قد يتسبب بحصاة كلوية.
إن مثبطات أوكسيداز الزانثين مثل ألوبيورينول قد يسبب اعتلال الكلية.

### داء الكلية متعددة الكيسات
داء الكلية متعددة الكيسات سبب آخر لحصول اعتلال الكلية بسبب تكوين تكيسات أو جيوب تحتوي على سوائل داخل الكلية.

### التسمم بالأدوية الكيمياوية
إن اعتلال الكلية قد ينتج بسبب استخدام بعض الأدوية في علاج مرضى السرطان. وكثيرا ما يصاب المرضى بقصور كلوي حاد.
سيسبلاتين قد يتسبب بقصور كلوي حاد أو قصور مزمن. الأدوية الجديدة مثل مضادات عامل النمو الظهاري الوعائي من الممكن أن تسبب بيلة بروتينية وفرط ضغط الدم واعتلال الأوعية الدقيقة الخثاري.